# Lokaal 7
Lokaal 7 is de lokale omroep van de gemeente Sint-Michielsgestel. De zeven betekent de zeven kernen in de gemeente van Sint-Michielsgestel.
Lokaal 7 is ontstaan na de gemeentelijke herindelingen in Noord-Brabant. De voormalige gemeenten Den Dungen en Berlicum worden in 1996 toegevoegd bij Sint-Michielsgestel. Ook de lokale omroepen van deze gemeenten worden toegevoegd bij de Gestelse Lokale Omroep Stichting (GLOS). De Vereniging Lokale Omroep Den Dungen (VLOD), Stichting Lokale Omroep Berlicum (SLOB) en de GLOS richten Lokaal 7 op. De weekendprogrammering wordt aangepast, op werkdagen blijft Radio Benelux tot 1998 uitzenden op de etherfrequentie 107,4 MHz.
Op dit moment verzorgt Lokaal 7 radio-uitzendingen (via de ether, kabel en internet) en televisie-uitzendingen (tekst-tv en bewegende beelden).
Van 2005 tot 2007 werkte Lokaal 7 samen met Radio Decibel. Dit was een radio-organisatie die programma's verzorgde voor de lokale omroep stichtingen van de gemeenten Sint-Michielsgestel, Nuenen, Oisterwijk en Waalre onder de naam Radio Decibel. 